# Cerro Azul, Argentina
Cerro Azul är en ort i Argentina.   Den ligger i provinsen Misiones, i den nordöstra delen av landet, 800 km norr om huvudstaden Buenos Aires. Cerro Azul ligger 263 meter över havet och antalet invånare är 5 323.
Terrängen runt Cerro Azul är platt. Närmaste större samhälle är Leandro N. Alem, 17,2 km öster om Cerro Azul.
I omgivningarna runt Cerro Azul växer huvudsakligen savannskog. Runt Cerro Azul är det ganska glesbefolkat, med 43 invånare per kvadratkilometer.